# Manfred Rommel
Manfred Rommel (Stuttgart, 24 de diciembre de 1928 - Stuttgart, 7 de noviembre de 2013) fue un político alemán. Fue Oberbürgermeister (Alcalde) de Stuttgart desde 1974 hasta 1996. Fue uno de los más populares políticos locales de la Unión Demócrata Cristiana de Alemania.
Rommel nació en Stuttgart, hijo único del Mariscal de Campo Erwin Rommel y de Maria Lucie Mollin. A la edad de 14 años, entró en la Luftwaffe, prestando servicios en una batería antiaérea. Más tarde, Manfred considera unirse a las Waffen SS, pero su padre se opuso a ello.
Manfred estando en una unidad defensiva antiaérea de la Wehrmacht obtuvo un permiso especial a partir del 8 de octubre para visitar a su padre convaleciente;  el 14 de octubre de 1944,  el día que el mariscal Rommel fue inducido al suicidio, Manfred estuvo presente. A finales de abril de 1945, él desertó del Reichsarbeitsdienst y se entregó al Primer Ejército francés, donde fue interrogado por el General Jean de Lattre de Tassigny.
Rommel colaboró con Basil Liddell-Hart en la edición del libro Rommel Papers (Memorias de Rommel), una colección de diarios, cartas y notas que su padre escribió durante y después de sus campañas militares. En 1947 estudió Derecho en la Universidad de Tubinga. En 1956 comenzó su carrera de funcionario estatal y más tarde fue secretario de Estado en el gobierno del estado federado de Baden-Wurtemberg.
En 1974, Rommel se convirtió en el sucesor de Arnulf Klett como Oberbürgermeister (Alcalde) de Stuttgart al ganar el 58,5% de los votos en la segunda vuelta de las elecciones, derrotando a Peter Conradi del DOCUP. Fue reelegido después en la primera vuelta de las elecciones en 1982 con un 69,8% y en 1990 con un 71,7% de los votos.
Siendo Alcalde, entabló una gran amistad con el Mayor General del Ejército de los EE. UU. George S. Patton IV, hijo del adversario de su padre, George S. Patton, quien fue asignado a los cercanos Cuarteles Generales de los EE. UU.. Además de la relación entre sus padres, Rommel y Patton comparten cumpleaños el 24 de diciembre. También fue amigo durante cerca de treinta años de David Montgomery, hijo del otro gran adversario de Rommel, el Mariscal de Campo Bernard Law Montgomery.
En un acto celebrado en 1996 en el Teatro Estatal de Wurtemberg, Manfred Rommel recibió la más alta distinción civil alemana, el Bundesverdienstkreuz. En su discurso, Helmut Kohl hizo especial hincapié en las buenas relaciones que se mantuvieron entre Francia y Alemania durante el mandato de Rommel como alcalde de Stuttgart. Unos pocos días después de que esta distinción se le diera a Rommel, la ciudad de Stuttgart le ofreció el premio Ciudadano Honorario.
Después de haberse retirado de la política en 1996, Rommel siguió su actividad como autor y orador, a pesar de que padecía la enfermedad de Parkinson. Ocasionalmente, escribía artículos para el periódico Stuttgarter Zeitung. Falleció en Stuttgart el 7 de noviembre de 2013.

## Distinciones
- Theodor-Heuss-Medaille (1978)
- Orden des Großoffiziers im Orden von Oranien-Nassau (1982)
- Ehrensenator der Fachhochschule für Technik Stuttgart (1982)
- Doctorado honoris causa de la Universidad de Misuri (1983)
- Medalla General Lucius D. Clay (1984)
- Presidente de Freiherr-vom-Stein-Gesellschaft (1984 - 1990)
- Caballero de la Orden del Legión de Honor de la República Francesa (1985)
- Caballero Comandante de la Orden del Imperio Británico (1990)
- Doctorado honoris causa de la Universidad de Maryland (1992)
- Ciudadano Honorario de Stuttgart (1996)
- Doctorado honoris causa de la Universidad de Gales (1996)
- Dolf Sternberger-Preis (1998)
- Ciudadano Honorario de la Universidad de Stuttgart (2005)
- Verdienstmedaille des Landes Baden-Württemberg
- Heinz Herbert Karry-Preis
- Ciudadano Honorario de El Cairo